# Royal Rumble (2025)
 (janvier 2025).
Cet article concerne l'édition 2025 du pay-per-view Royal Rumble. Pour toutes les autres éditions, voir Royal Rumble.
L'édition 2025 du Royal Rumble est un Premium Live Event de catch (lutte professionnelle) produit par la World Wrestling Entertainment, une fédération de catch américaine qui est télédiffusée et visible en paiement à la séance sur le WWE Network, ainsi que sur la chaîne de télévision française AB1. L'événement a eu lieu le 1er février 2025 au Lucas Oil Stadium à Indianapolis (Indiana). Il s'agit de la 38e édition du Royal Rumble, qui fait partie avec WrestleMania, SummerSlam et les Survivor Series du « Big Four » à savoir « les Quatre Grands », les quatre plus grands, anciens et prestigieux événements que produit la compagnie chaque année.
Le main-event de la soirée est le traditionnel 30-Man Royal Rumble match, une bataille royale exposant 30 catcheurs durant un combat commençant tel un combat en 1 contre 1 standard, mais un nouvel entrant arrive au bout d'un temps prédéfini (en théorie 90 secondes), et ceci de façon régulière jusqu'à ce que tous les participants aient fait leur entrée. Comme pour une bataille royale standard, un combattant est éliminé si, après être passé par-dessus la troisième corde du ring, ses deux pieds touchent le sol.

## Contexte
Les spectacles de la World Wrestling Entertainment (WWE) sont constitués de matchs aux résultats prédéterminés par les scénaristes de la WWE. Ces rencontres sont justifiées par des storylines – une rivalité entre catcheurs, la plupart du temps – ou par des qualifications survenues dans les shows de la WWE telles que Raw, SmackDown et NXT. Tous les catcheurs possèdent un gimmick, c'est-à-dire qu'ils incarnent un personnage gentil (Face) ou méchant (Heel), qui évolue au fil des rencontres. Un événement comme le Royal Rumble est donc un événement tournant pour les différentes storylines en cours.

### Cody Rhodes (c) contre Kevin Owens
Le 5 octobre à Bad Blood, Cody Rhodes et Roman Reigns ont battu The Bloodline (Jacob Fatu et Solo Sikoa). Après la soirée, Kevin Owens a effectué un Heel Turn et attaqué violemment le premier catcheur devant son bus sur le parking. Le 14 décembre à Saturday Night's Main Event XXXVII, le champion incontesté a conservé sa ceinture en battant le catcheur canadien de manière controversée. Après le combat, son adversaire l'a attaqué et lui a volé la ceinture Winged Eagle.  Le 27 décembre à SmackDown, Nick Aldis, le Général Manager du show bleu, a ordonné à Kevin Owens de rendre la ceinture volée ou il ne mettra plus les pieds sur un ring de la WWE. Ce dernier a accepté à condition d'avoir une revanche pour la ceinture de son rival. The American Nightmare lui a accordé sa requête pour un Ladder match au PPV et le GM a officialisé la rencontre.

### #DIY (c) contre MCMG
Le 3 août 2024 à SmackDown, #DIY, les champions par équipes, ne conservent pas leurs ceintures, battus par la Bloodline (Jacob Fatu et Tama Tonga).
Le 18 octobre à SmackDown, les MCMG font leurs débuts dans le show bleu, disputent leur premier match et battent Los Garza (Angel et Berto) et A-Town Down Under (Austin Theory et Grayson Waller) dans un Triple Threat Tag Team Qualifying match. La semaine suivante à SmackDown, ils battent #DIY pour devenir aspirants no 1 aux ceintures par équipes, puis deviennent les nouveaux champions par équipes en battant la Bloodline et remportent les titres pour la première fois de leurs carrières. Le 6 décembre à SmackDown, ils ne conservent pas leurs ceintures, battus par #DIY dans un match revanche. Pendant la rencontre, Johnny Gargano effectue un Heel Turn et porte un Low Blow à Chris Sabin. 
Le 24 janvier 2025 à SmackDown, les anciens champions apprennent aux nouveaux détenteurs des ceintures que ces derniers vont défendre leurs titres contre eux dans un Two Out of Three Falls match au PLE.

### Royal Rumble matchmasculin et féminin
Comme le veut la tradition depuis la toute première édition en 1988, le pay-per-view comporte un Royal Rumble match en guise de Main-Event (Combat de Tête d'Affiche), dont le grand vainqueur reçoit un combat de championnat mondial à WrestleMania 41, l’événement phare de l'année. À la suite du retour de la Brand Extension, une nouvelle stipulation a été ajoutée : Le vainqueur remporte un match pour le titre mondial de son choix, nonobstant sa division d'origine.
Depuis 2018, l'évènement comporte également un Royal Rumble match féminin. Comme pour les hommes, la gagnante obtiendra un match de championnat féminin majeur de son choix.

## Tableau des matchs
| Ordre par numéros                                                                         | Résultat                                                                                                   | Stipulation(s) | Temps   |
| ----------------------------------------------------------------------------------------- | --- | --- | ------- |
| 1                                                                                         | Charlotte Flair remporte le Women's Royal Rumble match en éliminant en dernière Roxanne Perez,             | 30-Women Royal Rumble match La gagnante deviendra automatiquement aspirante no 1 au championnat féminin majeur de son choix à WrestleMania 41. | 1:10:20 |
| 2                                                                                         | #DIY (c) (Johnny Gargano et Tommaso Ciampa) battent Motor City Machine Guns (Alex Shelley et Chris Sabin), | Two Out of Three Falls match pour les WWE Tag Team Championship,                                                                               | 14:00   |
| 3                                                                                         | Cody Rhodes (c) bat Kevin Owens,                                                                           | Ladder match pour l'Undisputed WWE Championship,                                                                                               | 25:05   |
| 4                                                                                         | Jey Uso remporte le Men's Royal Rumble match en éliminant en dernier John Cena,                            | 30-Men Royal Rumble match Le gagnant deviendra automatiquement aspirant no 1 au championnat masculin majeur de son choix à WrestleMania 41     | 1:20:15 |
| La lettre C placée entre parenthèses désigne la personne ou l’équipe championne en titre. | | |         |

## Entrées et éliminations duRoyal Rumble matchmasculin
- Raw
 - SmackDown
 - NXT
 - Agent libre 
 - le vainqueur
| Numéro | Entrant                | Division    | Ordre d'élimination | Éliminé par                | Temps | Élimination(s) |
| ------ | ---------------------- | ----------- | ------------------- | -------------------------- | ----- | -------------- |
| 1      | Rey Mysterio           | Raw         | 6                   | Jacob Fatu                 | 24:41 | 0              |
| 2      | Penta                  | Raw         | 14                  | Finn Bálor                 | 42:05 | 1              |
| 3      | Chad Gable             | Raw         | 5                   | Jacob Fatu                 | 21:38 | 0              |
| 4      | Carmelo Hayes          | SmackDown   | 1                   | Bron Breakker              | 06:59 | 0              |
| 5      | Santos Escobar         | SmackDown   | 2                   | Bron Breakker              | 05:42 | 0              |
| 6      | Otis                   | Raw         | 3                   | Bron Breakker & IShowSpeed | 09:43 | 1              |
| 7      | Bron Breakker          | Raw         | 12                  | Roman Reigns               | 22:26 | 3              |
| 8      | IShowSpeed             | Agent libre | 4                   | Otis                       | 00:56 | 1              |
| 9      | Sheamus                | Raw         | 10                  | Roman Reigns               | 15:38 | 0              |
| 10     | Jimmy Uso              | SmackDown   | 13                  | Jacob Fatu                 | 15:34 | 0              |
| 11     | Andrade                | SmackDown   | 7                   | Jacob Fatu                 | 03:17 | 0              |
| 12     | Jacob Fatu             | SmackDown   | 16                  | Braun Strowman             | 24:16 | 4              |
| 13     | Ludwig Kaiser          | Raw         | 8                   | Penta                      | 00:06 | 0              |
| 14     | The Miz                | SmackDown   | 9                   | Roman Reigns               | 05:25 | 0              |
| 15     | Joe Hendry             | Agent libre | 11                  | Roman Reigns               | 03:35 | 0              |
| 16     | Roman Reigns           | SmackDown   | 26                  | CM Punk                    | 37:15 | 4              |
| 17     | Drew McIntyre          | Raw         | 21                  | Damian Priest              | 26:55 | 0              |
| 18     | Finn Bálor             | Raw         | 18                  | John Cena                  | 11:10 | 1              |
| 19     | Shinsuke Nakamura      | SmackDown   | 15                  | Jey Uso                    | 03:17 | 0              |
| 20     | Jey Uso                | Raw         | —                   | Vainqueur                  | 36:59 | 3              |
| 21     | AJ Styles              | SmackDown   | 24                  | Logan Paul                 | 03:17 | 1              |
| 22     | Braun Strowman         | SmackDown   | 17                  | John Cena                  | 02:12 | 1              |
| 23     | John Cena              | Agent libre | 29                  | Jey Uso                    | 30:31 | 3              |
| 24     | CM Punk                | Raw         | 27                  | Logan Paul                 | 18:46 | 2              |
| 25     | Seth "Freakin" Rollins | Raw         | 25                  | CM Punk                    | 17:14 | 0              |
| 26     | Dominik Mysterio       | Raw         | 19                  | Damian Priest              | 04:09 | 0              |
| 27     | Sami Zayn              | Raw         | 20                  | Jey Uso                    | 04:09 | 0              |
| 28     | Damian Priest          | SmackDown   | 22                  | LA Knight                  | 06:14 | 2              |
| 29     | LA Knight              | SmackDown   | 23                  | AJ Styles                  | 05:06 | 1              |
| 30     | Logan Paul             | Raw         | 28                  | John Cena                  | 11:19 | 2              |

- Penta est celui qui est resté le plus longtemps sur le ring : 42 minutes et 05 secondes.
- Ludwig Kaiser est celui qui est resté le moins longtemps sur le ring : 6 secondes.
- Jacob Fatu et Roman Reigns sont les deux catcheurs ayant réussi le plus d'éliminations de ce Royal Rumble : 4 éliminations
- IShowSpeed a participé au Royal Rumble en remplaçant Akira Tozawa qui a été attaqué par Carmelo Hayes durant son entrée.

## Entrées et éliminations duRoyal Rumble matchféminin
- Raw
 - SmackDown
 - NXT
 - Agente libre ou Hall of Famer
 - La Vainqueure
| Numéro | Entrant          | Division      | Ordre d'élimination | Éliminée par                               | Temps   | Élimination(s) |
| ------ | ---------------- | ------------- | ------------------- | ------------------------------------------ | ------- | -------------- |
| 1      | IYO SKY          | Raw           | 21                  | Nia Jax                                    | 1:06:45 | 1              |
| 2      | Liv Morgan       | Raw           | 24                  | Nia Jax                                    | 1:07:00 | 2              |
| 3      | Roxanne Perez    | NXT           | 29                  | Charlotte Flair                            | 1:07:47 | 1              |
| 4      | Lyra Valkyria    | Raw           | 2                   | Ivy Nile                                   | 16:13   | 0              |
| 5      | Chelsea Green    | SmackDown     | 9                   | Piper Niven                                | 26:52   | 2              |
| 6      | B-Fab            | SmackDown     | 1                   | Chelsea Green                              | 07:20   | 0              |
| 7      | Ivy Nile         | Raw           | 3                   | Maxxine Dupri                              | 16:29   | 1              |
| 8      | Zoey Stark       | Raw           | 5                   | Bianca Belair & Naomi                      | 16:58   | 1              |
| 9      | Lash Legend      | NXT           | 8                   | Chelsea Green                              | 17:22   | 0              |
| 10     | Bianca Belair    | SmackDown     | 23                  | Nia Jax                                    | 49:17   | 1              |
| 11     | Shayna Baszler   | Raw           | 6                   | Bayley                                     | 10:12   | 1              |
| 12     | Bayley           | Raw           | 26                  | Nikki Bella                                | 46:59   | 1              |
| 13     | Sonya Deville    | Raw           | 7                   | IYO SKY                                    | 06:04   | 1              |
| 14     | Maxxine Dupri    | Raw           | 4                   | Zoey Stark, Shayna Baszler & Sonya Deville | 01:20   | 1              |
| 15     | Naomi            | SmackDown     | 4                   | Nia Jax                                    | 38:04   | 1              |
| 16     | Jaida Parker     | NXT           | 10                  | Jordynne Grace                             | 06:54   | 0              |
| 17     | Piper Niven      | SmackDown     | 14                  | Charlotte Flair                            | 24:10   | 1              |
| 18     | Natalya          | Raw           | 11                  | Liv Morgan                                 | 17:14   | 0              |
| 19     | Jordynne Grace   | Agente libre  | 15                  | Giulia                                     | 22:41   | 1              |
| 20     | Michin           | SmackDown     | 13                  | Charlotte Flair                            | 16:59   | 0              |
| 21     | Alexa Bliss      | Agente libre  | 12                  | Liv Morgan                                 | 11:01   | 0              |
| 22     | Zelina Vega      | SmackDown     | 16                  | Nia Jax                                    | 18:04   | 0              |
| 23     | Candice LeRae    | SmackDown     | 17                  | Trish Stratus                              | 16:32   | 0              |
| 24     | Stephanie Vaquer | NXT           | 20                  | Nia Jax                                    | 19:02   | 0              |
| 25     | Trish Stratus    | Hall of Famer | 18                  | Nia Jax                                    | 13:13   | 1              |
| 26     | Raquel Rodriguez | Raw           | 19                  | Nia Jax                                    | 15:02   | 0              |
| 27     | Charlotte Flair  | SmackDown     | —                   | Vainqueure                                 | 15:04   | 4              |
| 28     | Giulia           | NXT           | 25                  | Roxanne Perez                              | 10:08   | 1              |
| 29     | Nia Jax          | SmackDown     | 28                  | Charlotte Flair                            | 08:13   | 9              |
| 30     | Nikki Bella      | Hall of Famer | 27                  | Nia Jax                                    | 03:04   | 1              |

- Roxanne Perez est celle qui est restée la plus longtemps sur le ring : 1 heure 7 minutes et 47 secondes, battant ainsi le record de la plus longue participation à un Royal Rumble match féminin qui était détenu par Bayley en 2024 (1 heure 3 minute et 3 secondes).
- Maxxine Dupri est celle qui est resté le moins longtemps sur le ring : 1 minute et 20 secondes.
- Nia Jax est celle ayant réussi le plus d'éliminations de ce Royal Rumble : 9 éliminations, battant ainsi le record du plus grand nombre d'élimination qui été détenu par Bianca Belair, Shayna Baszler en 2020 et elle-même en 2024 (8 éliminations).
- Charlotte Flair devient la première catcheuse à remporter le Royal Rumble pour la deuxième fois après l'avoir remportée en 2020.